# Peyritschia conferta
Peyritschia conferta är en gräsart som först beskrevs av Pilg., och fick sitt nu gällande namn av Victor L. Finot. Peyritschia conferta ingår i släktet Peyritschia och familjen gräs. Inga underarter finns listade i Catalogue of Life.